# Temprano para tarde
Temprano para tarde es un programa de televisión de interés general transmitido por la señal de cable Canal 26, de lunes a viernes a las 19h y luego en 2014 por la señal CN23 de 17 a 19. El programa es actualmente conducido por los periodistas Carlos Polimeni y Emilia Claudeville.
De acuerdo con algunos medios de prensa especializados, el programa Temprano para tarde «tiene altos niveles de audiencia, según los números que arroja la medidora IBOPE.

## Contenido
El programa se desarrolla con invitados en el piso y presenta contenidos variados, desde aquellos de carácter político y de la actualidad nacional e internacional hasta temas relacionados con diseños y marcas de indumentaria, entre muchos otros.